# 徐稚
徐 稚（じょ ち、97年 - 168年）は、後漢の隠士。字は孺子、号は聘君。「南州高士」と称せられる。豫章郡南昌県の人。

## 生涯
家は貧しかったが、農耕に従事し自力で生計を立てることを旨とした。恭倹謙譲であり、周囲はその徳に服す。しばしば官職に就くよう招かれたが応ぜず、豫章太守の陳蕃が礼をもって請うたのでやむなく訪問し、拝謁が終わるとすぐに帰った。その陳蕃はもともと賓客を好まず、徐稚のためだけに椅子一脚をあつらえ、彼が帰るとその椅子を片付けたという。桓帝は太原太守に任命するとして徐稚を召したが、これにも応じなかった。延熹2年（159年）に尚書令になった陳蕃と僕射の胡広が上疏して徐稚を賞賛し、帝も礼をもって迎えようとしたがついに来なかった。霊帝の初年にふたたび召そうとした矢先に没する。享年72。

## 逸話と評価
徐稚は死者があれば食料を背負って歩いていき、鶏酒を供えて弔い、哭し終わると名前を告げずに去った。郭泰の母が亡くなった時は喪に参列し、生芻（まぐさ）一束を送り、詩の「生芻一束、其人玉の如し」（『詩経』小雅・白駒）にたとえた。ある時、郭泰などの名士が数十人集まった時に、徐稚が来たことをあやしみ茅容に後を追わせたところ、「大樹のまさに倒れんとするや、一縄のよく支うるところにあらず。何ぞ恋々として俗事に拘泥せん」と答えて去った。子の徐胤も孝悌をもって知られたが、隠居して官職には就かなかった。
王勃の『滕王閣序』の冒頭部分で「人傑地霊、徐孺下陳蕃之榻」と称えられ、南昌にある青山湖畔に徐孺子祠堂が建てられたが、北宋時代の詩人の黄庭堅が南昌に遊学した時にはその祠は「湖水は年年と旧痕に到る」といった有様だったという。